# Bausch & Lomb Championships 1991
Il  Bausch & Lomb Championships 1991 è stato un torneo di tennis giocato sulla terra verde. È stata la 12ª edizione del torneo, che fa parte della categoria Tier II nell'ambito del WTA Tour 1991. Si è giocato all'Amelia Island Plantation di Amelia Island negli USA dall'8 al 14 aprile 1991.

## Campionesse

### Singolare
Gabriela Sabatini ha battuto in finale  Steffi Graf con il punteggio di 7–5, 7–6

### Doppio
Arantxa Sánchez Vicario  /  Helena Suková hanno battuto in finale  Mercedes Paz /  Nataša Zvereva con il punteggio di 4–6, 6–2, 6–2